# August Schwingenstein
August Schwingenstein (* 9. März 1881 in Memmingen; † 5. November 1968 in Hausham) war ein deutscher Journalist, Verleger und Politiker (CSU).

## Leben und Beruf
Schwingenstein verbrachte seine Kindheit und Jugend in Memmingen, war von 1898 bis 1914 Förster bei Carl Ernst Fürst Fugger von Glött (Haus Fugger), der politisch und karitativ sehr aktiv war.
Schwingenstein leistete von 1. März 1900 bis zum 1. September 1901 seinen Militärdienst. Danach arbeitete er als Forstgehilfe in der Gemeinde Markt Wald (Landkreis Unterallgäu); zum 1. Oktober 1902 wurde er zum Forstaufseher befördert. Ab April 1905 arbeitete er in Babenhausen. Dort wurde er Mitglied in einem örtlichen liberalen Verein, der die Macht der katholischen Zentrumspartei kritisierte.
Schwingenstein heiratete am 10. Januar 1910 die Lehrerin Maria Fuhler (* 29. November 1885 in Langenreichen, heute ein Ortsteil der Marktgemeinde Meitingen im Landkreis Augsburg). Mitte 1910 erkrankte er an Scharlach. Im Dezember 1912 kam eine Tochter zur Welt († März 1916) und im Dezember 1919 ein Sohn.
Am 1. August 1914 brach der Erste Weltkrieg aus. Am Abend dieses Tages erreichte das Kommando zur Mobilmachung München. Bereits am 4. August 1914 musste Schwingenstein in Neu-Ulm einrücken. Sein Einsatzgebiet war vom Anfang bis zum Kriegsende die Westfront in den Vogesen.
Schwingenstein schrieb von August 1914 bis Mai 1915 für die Memminger Zeitung; damit war er erstmals als Journalist tätig. Am 8. Februar 1918 wurde er zum Ordonnanz-Offizier des Bataillons ernannt, am 23. Februar 1918 zum Leutnant und am 4. August 1918 zum Reserveoffizier der Infanterie. Er erkrankte mehrmals; Mitte Oktober 1918 war klar, dass er nicht mehr an die Front zurückkehren würde.
Am 7./8. November 1918 kehrte er nach Schwaben zurück; er entging der französischen Kriegsgefangenschaft. Er bewarb sich bei Fürst Fugger als Förster und wurde eingestellt. Er schloss sich dem Bayerischen Bauernbund an. Er strebte einen Sitz im Landtag an und machte vor der Landtagswahl am 12. Januar 1919 Wahlkampfreisen. Die USPD erreichte nur 2,5 Prozent der Stimmen, der Bayerische Bauernbund erhielt 9,1 Prozent und 16 Landtagssitze. Bei der Abstimmung zur Verfassungsgebenden Deutschen Nationalversammlung am 19. Januar 1919 erreichten die Bündler vier von 423 Sitzen.
Vom 1. April 1919 bis 1923 war er Chefredakteur des Iller-, Roth- und Günz-Boten. Er schrieb kritische Artikel zu Hitler und zum Hitlerputsch am 8./9. November 1923.
Der Bayerische Bauernbund änderte 1923 seinen Namen in Bayerischer Bauern- und Mittelstandsbund (BBM). Der BBM beschäftigte Schwingenstein 1924 bis 1933 (Machtergreifung des NS-Regimes) als Pressestellenleiter; er arbeitete dazu auch als Landtagskorrespondent in München.

Nach der Machtübergabe an die Nationalsozialisten 1933 wurde er Mitglied der Reichspressekammer. Am 7. November 1933 wandte er sich an den nationalsozialistischen bayrischen Staatsminister Hermann Esser und bot sich als „Agitator für die nationale Bewegung“ an. Unter dem Pseudonym Der  Sonntagsschreiber verfasste er Artikel, in denen er mit nationalsozialistischem Vokabular das NS-Regime guthieß. Nach dem Überfall auf Polen 1939 befürwortete Schwingenstein uneingeschränkt den Zweiten Weltkrieg, lobhudelte 1941 Adolf Hitler und verfasste 1943 Durchhalteparolen. Trotzdem blieb er nicht ganz unverschont: Am 27. Mai 1935 musste er für fünf Tage in „Schutzhaft“. Von 1939 bis 1945 war er Leiter eines belletristischen Buchverlags.
Nach dem Zweiten Weltkrieg konnte er seine Anpassungsbemühungen in der Zeit des Nationalsozialismus verheimlichen und erhielt zusammen mit dem Sozialdemokraten Edmund Goldschagg (1886 bis 1971) und Franz Josef Schöningh (1902 bis 1960), der ebenso die Dimensionen seiner Tätigkeit im besetzten Polen verschwieg, von der amerikanischen Militärregierung die Lizenz („License No.1“) für die Herausgabe der Süddeutschen Zeitung, deren Mitherausgeber er bis 1952 war. Außerdem war er Mitgründer und Gesellschafter des Süddeutschen Verlags. Sein Sohn Alfred Schwingenstein (1919 bis 1997) folgte ihm hierin nach.

## Abgeordneter
Als Mitglied und Mitgründer der CSU gehörte August Schwingenstein dem Bayerischen Landtag von 1946 bis 1950 an. Außerdem wirkte er als Mitglied der Verfassunggebenden Landesversammlung an der Ausarbeitung der Verfassung des Freistaates Bayern mit.